# Marcipa amaniensis
Marcipa amaniensis là một loài bướm đêm trong họ Erebidae.